# Granada (Meta)
Granada é um município da Colômbia, localizado no departamento de Meta.